# 월터 롤리
월터 롤리  경(영어: Sir Walter Raleigh, 1552년 또는 1554년 ~ 1618년 10월 29일)은 영국의 정치인, 탐험가, 작가, 시인이자 영국 여왕 엘리자베스 1세의 총신이다. 신세계 최초의 잉글랜드 식민지인 버지니아(로어노크 식민지)를 건설했다. 진흙길 위에 값진 망토를 펼쳐 엘리자베스 1세를 지나가게 하였다는 일화로 유명하다. 일설에는 그가 엘리자베스 1세의 숨겨진 애인이라는 설도 있다. 캐나다를 탐험한 험프리 길버트의 이부(異父)형제이다.

## 생애

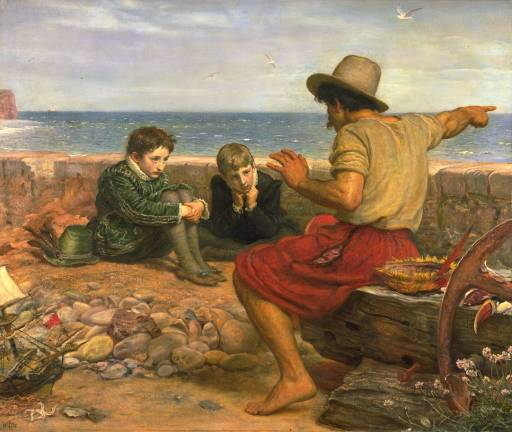
존 에버렛 밀레이, 롤리의 소년기 (1871)

롤리 경의 출생에 대해서는 거의 알려진 바가 없다. 어떤 역사학자들은 월터 롤리가 1552년경에 태어났다고 하기도 하고, 다른 이들은 1554년이라고도 주장한다. 그는 데번주의 버들리 살터튼(Budleigh Salterton)에서 그리 멀지 않은 헤이스 바튼(Hayes Barton)의 가정에서 자랐다.
그는 어머니 캐서린 챔퍼노운과의 사이에서 태어난 다섯 형제 중 막내였으며, 배다른 형제로 존 길버트, 험프리 길버트, 앤드리안 길버트가 있었고, 같은 어머니 밑에서 태어난 카레우 롤리도 또한 엘리자베스 1세와 제임스 1세의 치세에 뛰어난 인물이었다. 롤리의 가족은 종교적으로 개신교 쪽과 가까웠고, 가톨릭 교도였던 여왕 메리 1세 치세에는 여러 번 도피도 경험했다. 그 중에서도 특히 기록할만한 것으로, 롤리 아버지가 처형을 피하기 위해 탑 속에 몸을 숨긴 것이었다. 이렇게 하여 어릴 적에 롤리는 가톨릭에 대한 증오를 키웠고, 1558년 프로테스탄트인 여왕 엘리자베스 1세가 왕위에 즉위하자 증오를 표현함으로써 증명해 보였다. 1572년에 그는 대학 오리엘 컬리지의 학생이 되었고, 1575년 미들 템플 법학원에 입학했다.

## 신세계

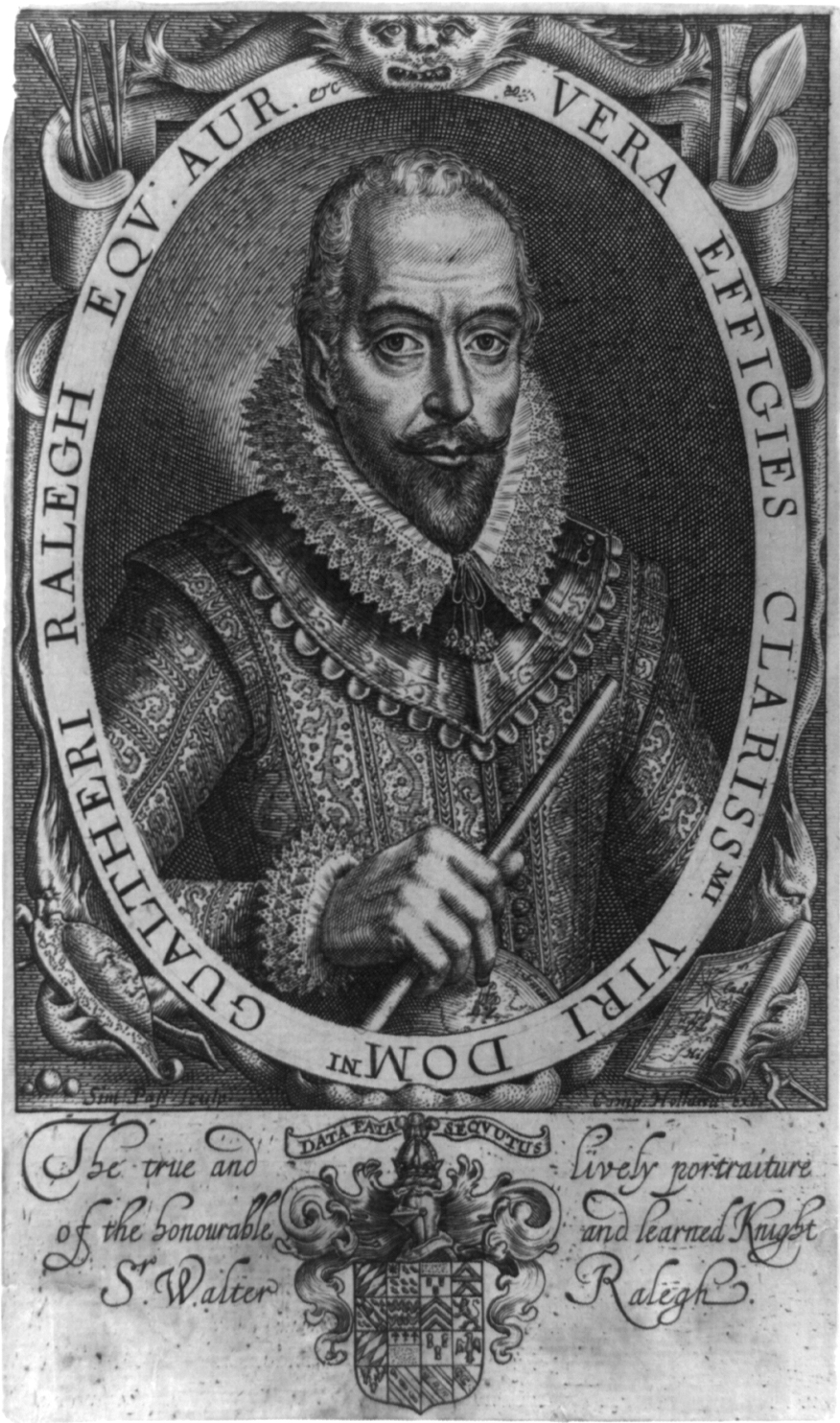
음각된 롤리의 초상화

롤리는 여러 차례에 걸쳐 식민지 탐사를 목적으로 신세계로 항해를 했다. 신세계의 첫 영국 식민지는 1584년 롤리에 의해 로어노크섬에 세워진 로어노크 식민지였다. 이 식민지는 여러 가지 이유로 섬을 포기해야 했다. 최초 정착민들의 대부분이 농업과 정원사의 기술을 갖고 있지 않았고, 섬의 토양이 모래 토양으로 건조하고, 마른 땅이었다는 것, 그리고 이주민들이 미국에 온 이유가 황금 등을 찾아 돈을 벌려왔다는 애초의 생각 등이 그 이유였다. 예상한 목적이 이루어지지 않을 것으로 밝혀지자, 그들은 들고 일어나려 했다. 또한 이주민이 토착민들에게 작물을 대량으로 요구했기 때문에, 이주민과 원주민의 관계도 벌어졌다.
1587년, 롤리는 다시 로어노크섬에 식민지를 개척하기 위해 원정을 시도했다. 이때는 존 화이트 감독관의 지휘 아래 보다 다양한 이주민(가족 전체가 개척민으로 온 이주민도 여러 가구 있었다)이 정착했다. 그리고 곧 화이트는 식민지에 새로운 식량을 공급하기 위해 영국으로 귀환했다. 그러나 여왕이 스페인 무적함대와의 전투에 대비하여 부두를 동결시키도록 명령했기 때문에, 화이트는 계획대로 다음 해에 식민지로 돌아갈 수 없었다. 마침내 1591년이 되어 보급 물자를 싣고 식민지에 도착했지만, 정착민들은 자취를 감추고 흔적을 찾을 수 없었다. 그들의 흔적을 추적할 수 있는 유일한 단서는 나무줄기에 새겨진 "CROATOAN"이라는 단어와 "CRO"라는 문자였고, 아마 정착민들은 크로아탄 족(Croatan) 또는 기타 토착민에 의해 학살 또는 납치된 것이라고 추측되고 있다. 다른 가설로, 1588년에 폭풍이 자주 발생한 기간(스페인 무적함대가 격파된 요인이 된 것으로 알려져 있다), 파도에 휩쓸려 갔을 것이라는 설도 있다. 그래서 이 정착지는 현재 "잃어버린 식민지"로 알려져 있다.
롤리는 북아메리카의 "버지니아"(현재 버지니아와 노스캐롤라이나 포함) 이민 계획은 로어노크섬의 개척이 실패로 끝이 났지만 이후의 식민지 시대의 길을 열었다. 그의 항해는 당초 자신과 친구들의 기금 출자로 이루어졌으며, 미국의 식민지를 구축할 정도로 안정된 수익을 얻을 수 없었던 것이다. (17세기 전반에 행해진 이후의 식민지는 합자회사였던 버지니아 회사에 의해 진행되었으며, 충분한 식민지를 개척할만한 자본을 공동 출자하는 것이 가능했다). 월터 롤리는 영국사에서 신세계로의 항해에 투자를 하게 된 주요 원인이 되었다고 알려져 있다.

## 아일랜드

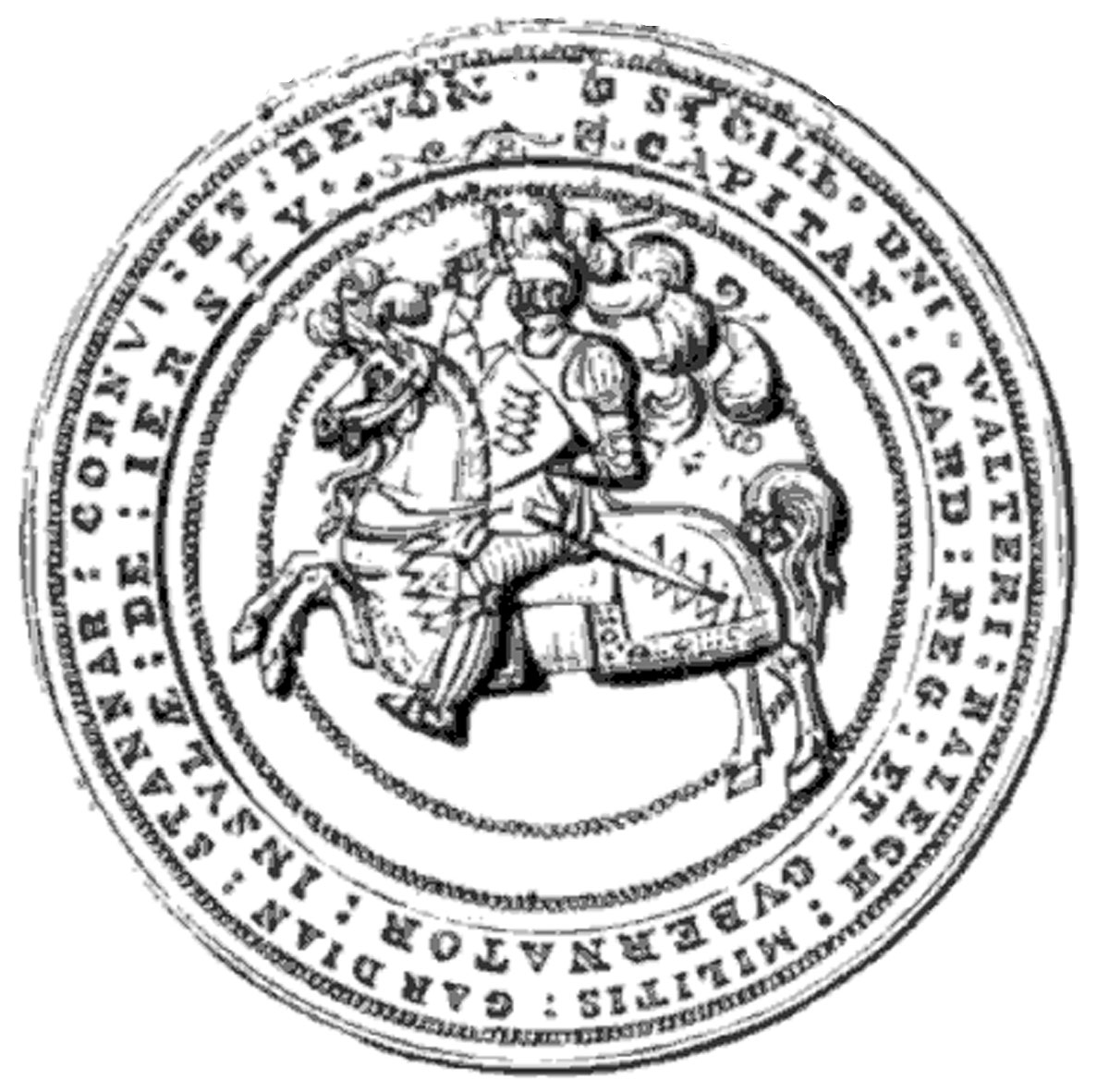
롤레이 경의 공식 인장

1579년부터 1583년 사이, 롤리는 아일랜드에서 일어난 데스몬드의 반란 진압에 참가하여 이후 땅을 분배 받는 혜택을 받았다. 그는 요르(Youghal)와 리스모어(Lismore)의 두 개의 해안 마을을 포함하여 1,600km2의 땅을 얻었다. 그는 또한 맨스타의 지주 중 한명이 되었지만, 영국의 주민을 그 땅으로 이주시키려는 시도는 제한된 범위에서 성공을 거둔 뿐이었다.
롤리는 17년간 아일랜드 지주의 지위에 있었으며, 요르는 롤리의 임시 거처가 되었다. 그는 1588년부터 1589년 사이에 촌장을 맡았고, 설화에 따르면 아일랜드 지역에 처음으로 감자를 심은 것도 롤리라고 한다. (하지만 감자의 모종은 스페인과의 무역으로 전파되었다는 설이 훨씬 유력하다). 다른 유명한 설화로 롤리가 담배를 피우고 있는 것을 보았던 현지의 하인(그때까지 담배를 본 적이 없었던)이 주인의 몸에 불이 붙었다고 착각하고 롤리에게 물통의 물을 퍼부었다는 에피소드가 있다.
이 지역에서 롤리의 지인으로는 같은 맨스타의 토지를 소유하고 있었던 시인 에드먼드 스펜서가 있었다. 1590년에 스펜서는 롤리와 함께 아일랜드에서 런던의 궁전을 여행했고, 거기서 그는 엘리자베스 1세에게 자신의 우화시 《페어리 퀸》의 일부를 봉헌했다.
롤리의 아일랜드 사유지는 점차 곤궁에 빠졌고, 그로 인해 그의 재산도 감소하여 결국 1602년 롤리는 토지를 코크 백작 리처드 보일에게 매각했다. 보일은 그 후 제임스 1세와 찰스 1세 두 국왕의 밑에서 재산을 축적했으며, 롤리의 사후에 가족이 그에게 롤리와 맺은 미래를 생각하지 않는 계약 기반의 보상을 요구했다.

## 사망
1603년 전쟁에 휘말려 런던탑에 12년간 유폐생활 후, 65세에 다시 모험을 떠난다. 롤리의 심복인 로버트 케이미스가 무단으로 스페인인을 공격한 사실로 호되게 꾸짖어 케이미스를 자살로 몰았고, 케이미스의 자살에 부하들이 동요하고 반항하여 롤리는 결국 탐험을 포기한 채 귀국할 수 밖에 없었다. 롤리는 스페인인과의 무력충돌시 처형에 처한다는 조건을 본의아니게 어겼기에, 웨스트민스터의 처형대에서 죽음을 맞이한다.